# Mesasteria
Mesasteria là một chi bướm đêm thuộc họ Erebidae.